# Позба
Позба (словац. Pozba) — село, громада округу Нове Замки, Нітранський край. Кадастрова площа громади — 9.41 км².
Населення 443 особи (станом на 31 грудня 2019 року).

## Історія
Позба згадується 1245 року.

## Населення
| Рік:            | 1994. | 2004.   | 2014.    | 2024.   |
| --------------- | ----- | ------- | -------- | ------- |
| Кількість осіб: | 597   | 561     | 464      | 446     |
| Різниця:        |       | -6,03 % | -17,29 % | -3,87 % |

| Рік:            | 2023. | 2024. |
| --------------- | ----- | ----- |
| Кількість осіб: | 446   | 446   |
| Різниця:        |       | +0 %  |